# Ambición (película de 1939)
Ambición  es una película argentina en blanco y negro dirigida por Adelqui Millar según su propio guion escrito en colaboración con José B. Cairola sobre la obra de teatro Risas y Lágrimas de Michael Allard que se estrenó el 29 de junio de 1939 y que tuvo como protagonistas a Floren Delbene, Fanny Navarro, Alberto Anchart y Mercedes Simone.

## Sinopsis
La lucha para triunfar y una historia de amor de unos argentinos que viven en el barrio de Montparnasse en París.

## Reparto
Intervinieron en el filme los siguientes intérpretes:
- Floren Delbene ... Mario Albano
- Fanny Navarro ... Pierette
- Alberto Anchart ... Goyo
- Mercedes Simone ... Juanita Pacheco
- Carlos Perelli ... "Petizo"
- Mary Parets ... Viuda de Spencer
- Elsa Martínez ... Antonia
- Rafael Frontaura ... González
- Gracia del Río
- Martha Swanson
- Adolfo Meyer ... Martín
- Manuel Vico
- Néstor Deval ... Vernier
- Eduardo Primo
- Enrique Arellano
- Armando Bo

## Comentario
En el diario El Mundo el crítico Calki escribió de la película:

”Bohemia a la manera de Murger en un film nacional….Queda en pie solamente el esfuerzo por hacer el marco…No logra sacarle algún matiz de emoción al asunto”